# الغربي بهجورة
قرية الغربي بهجورة هي إحدى القرى التابعة لمركز نجع حمادى في محافظة قنا في جمهورية مصر العربية. حسب إحصاءات سنة 2006، بلغ إجمالي السكان في الغربي بهجورة 18656 نسمة، منهم 9396 رجل و9260 امرأة.